# Raghuva brenierei
Raghuva brenierei là một loài bướm đêm trong họ Noctuidae.